# Маргіт Шлахта
Маргіт Шлахта (угор. Slachta Margit; 18 вересня 1884 — 6 січня 1974) — угорська громадська діячка. У 1920 році стала першою жінкою, обраною в угорський Парламент, в 1923 році заснувала інститут Сестер соціального обслуговування і Католицький релігійний інститут жінок.

## Життєпис
Маргіт Шлахта народилася в місті Касса (на той час Угорщина) в 1884 році. Батьки Маргіт мали аристократичні корені. Предки її батька, Кальмана Шлахта (1857-1936) належали до польської знаті, її мати, Борбала Шароссі фон Шарош (1855-1936) була дочкою поміщика.
У молодому віці Маргіт і її батьки на якийсь час виїхали жити в США. Після повернення в Угорщину, Маргіт вчилася в католицькій школі в Будапешті, працювала вчителькою французької та німецької мов.
Політична кар'єра Маргіт Шлахта почалася після закінчення Першої світової війни, коли вона проводила боротьбу за допуск жінок до голосування в Угорщині.
Створила Спілку католицьких жінок — організацію за розв'язання жіночого питання в Угорщині, в 1920 році стала першою жінкою, обраною в угорський Парламент.
У 1908 році Шлахта приєдналася до релігійної громади Суспільство соціальної місії. У 1923 році заснувала інститут Сестер служебниць. Служебниці були добре відомі у всій Угорщині, оскільки вони надавали допомогу людям як медсестри, акушерки й провадили притулки для бездомних. Союз сприяв розвитку професійної освіти в галузі соціальної роботи в Будапешті й Клужі. В роботі релігійної громади брало участь багато студентів.
У 1938 році в Угорщині прийняті Перші антиєврейські закони. З того часу Шлахта в опублікованих статтях своєї газети Голос Духа виступала на захист євреїв. В 1943 році уряд закрив її газету, але Шлахта продовжувала публікуватися підпільно.
У 1940 році Угорщина приєдналася до держав «осі». Восени 1940 року почалися утиски євреїв. Шлахта відреагувала негайно, повідомляючи у 1940 році про це. Процес утисків закінчився 9 грудня, коли прийшла телеграма з Міністерства оборони з наказом звільнити затриманих.
У роки Другої Світової війни прихильники Шлахти укривали гнаних євреїв, виступали проти примусової праці й антисемітських законів, їздили до Риму в 1943 році для заохочення папських починань, що засуджували антиєврейські гоніння.
Після вторгнення в Радянський Союз у червні 1941 року, в якому брала участь і Угорщина, Шлахта протестувала проти багатотисячного примусового вербування євреїв в так звану трудову службу в угорській армії. Євреї були змушені виконувати роботи, пов'язані з високим ризиком травматизму та смерті.
Шлахта говорила, що заповіти віри вимагають, щоб вони захищали євреїв, навіть якщо це могло призвести до їх власної загибелі. Нацисти окупували Угорщину в 1944 році, почалися масові депортації євреїв. Сестри Шлахта влаштували молебень в надії, що це позбавить людей від депортації, відправляли харчові продукти в єврейські гетто, давали притулок людям в монастирях. Сестру Сару Шалкагазі озброєні ультраправі розстріляли разом зі знайденими євреями, а самій Шлахті вдалося уникнути смерті, попри реальну загрозу. Сестри врятували понад 2000 угорських євреїв. У 1985 році Яд ва-Шем визнав Маргіт Шлахта Праведником народів світу.
Шлахта продовжила роботу в парламенті після виборів 1945 року. Її обрали за списком від Громадянської демократичної партії. Однак, вона вийшла з партії в січні 1946 року і працювала, як незалежний кандидат. Згодом Християнська жіноча Ліга стала самостійним учасником виборів 1947 року, набравши чотири місця.
У 1949 році, побоюючись арешту, Шлахта сховалася в монастирі домініканців. Попри загрозу тюремного ув'язнення, вона з'явилася 15 травня 1949 року на виборах. Влітку 1949 року вона виїхала з країни. Подорожувала під ім'ям Etelka Tóth по Сполучених Штатах.
У США Шлахта працювала під псевдонімом Борбала Немеш на Радіо Вільна Європа, вела листування під псевдонімом Маргіт Немеш. У 1951 році вирушила до Відня в надії на повернення в Угорщину. Коли ж її надії не справдились, вона повернулася 5 травня 1953 року назад у США, цього разу під своїм справжнім ім'ям.
Померла Маргіт Шлахта 6 січня 1974 року в місті Баффало, штат Нью-Йорк.

## Праці
- A puszták rejtekéből az élet centrumába (Budapest, 1918)
- Elkapott sugarak (Budapest, 1927) (útiélmények az Egyesült Államokból)
- Pünkösdi tűz (Budapest, 1944)
- Sugárzó élet. Válogatás Slachta Margit testvér gondolataiból. (Budapest, 1993)